# Yik Yak
Yik Yak war eine mobile Social-Media-Anwendung für Smartphones und auf den Betriebssystemen iOS und Android verfügbar. Die App ermöglichte ihren Nutzern Beiträge zu erstellen und Diskussionen mit anderen Nutzern zu führen, die sich in einem Radius von 5 Meilen (ca. 8 km) befinden (diese Nachrichten wurden von der App als „Yaks“ bezeichnet). Die App unterschied sich von ähnlichen Anbietern wie Whisper darin, dass sie sich hauptsächlich darauf konzentrierte, Inhalte mit Menschen in der näheren Umgebung zu teilen.
Alle Nutzer konnten Inhalt gleichermaßen beisteuern, indem sie einzelne Yaks schrieben, auf die Yaks anderer Nutzer antworteten und diese „up-voten“ oder „down-voten“ (als positiv oder negativ bewerten) konnten.
Die Entwickler der App, Tyler Droll und Brooks Buffington, sind Absolventen der Furman University in Greenville, South Carolina. Ihre Zusammenarbeit begann, als sie dasselbe Seminar zur Entwicklung von iPhone Apps besuchten. Nachdem sie ihr Studium an der Furman University abgeschlossen hatten, entschieden sie sich, sich ganz auf ihr Yik-Yak-Projekt zu konzentrieren. Droll verließ die medizinische Hochschule kurz nach Beginn, und Buffington setzte seine Karriere in der Finanzbranche aus. Die zwei Gründer brachten die App im November 2013 auf den Markt, und zwölf Monate später stand diese auf Platz 9 der am häufigsten heruntergeladenen Social Media Apps in den USA. Droll und Buffington entwickelten die Yik-Yak-App stets weiter, um diese zu verbessern.
Am 20. Januar 2016 machte Yik Yak die Verfügbarkeit einer Web-Version bekannt. Ein Update im August 2016 beseitigte die bis dahin herrschende Anonymität und führte Nutzerprofile ein. Ab Oktober 2016 war die App auch in Deutschland verfügbar.
Im Mai 2017 wurde der Betrieb von Yik Yak weltweit eingestellt.

## Geschichte und Finanzierung
Yik Yak wurde 2013 in den Markt eingeführt, nachdem CEO Tyler und COO Brooks von der Furman University graduierten. Yik Yak wurde ursprünglich von Atlanta Ventures und Firmen mit Sitz im Atlanta Tech Village finanziert, dem wichtigsten Brutkasten der Stadt für Startups. Am 22. April 2014 verkündete die Firma, Förderungen in Höhe von 1,5 Millionen $ von diversen Unternehmen wie Vaizra Investments, DCM, Kevin Colleran und Azure Capital Partners erhalten zu haben. Dies geschah nur fünf Monate nach der Gründung von Yik Yak. Diese Finanzierung sollte die App verbessern und die Nutzerzahlen sowohl in den USA als auch in Übersee erhöhen. Am 30. Juni 2014, etwa zwei Monate nach den ersten 1,5 Millionen $, sicherte sich Yik Yak weitere 10 Millionen $ von seinen früheren Investoren, Renren Lianhe Holdings und Tim Draper. Im Laufe des Herbst 2014, nach einem exponentiellen Nutzer-Zuwachs, sicherte sich Yik Yak über 60 Millionen $ von Sequoia Capital und anderen Investoren. Dies verlieh Yik Yak einen Wert über 350 Millionen $, und das weniger als ein Jahr nach seiner Markteinführung.

## Funktion
Yik Yak funktionierte durch eine Kombination von GPS- und Instant-Messaging-Technologien, die es den Nutzern ermöglichten, mit anderen Nutzern, die sich in derselben Umgebung befinden, zu kommunizieren. Bevor Nachrichten angezeigt wurden, bestimmte die Yik-Yak-App den Standort des Nutzers und gruppierte ihn mit anderen Nutzern in eine Radius-Zone von 1,5 Meilen (2,4 Kilometern). Innerhalb dieser Zonen konnte jeder selbst „Yaks“ veröffentlichen und die Yaks von anderen Nutzern lesen. Yik Yak war im Endeffekt eine digitale Pinnwand.
Die Entwickler nutzten eine Technologie namens Geofencing, um Cyber-Mobbing zu minimieren. Geofencing ermöglicht es, gewisse Bereiche, wie etwa amerikanische Middle Schools und High Schools, durch GPS-Technologien „abzuzäunen“ und die App dadurch in diesen Bereichen zu blockieren. Yik Yak ermöglichte es kleinen Gemeinden, Kommentare zu Veranstaltungen in Echtzeit anzubieten. Als Senator Ted Cruz an der Liberty University seine Rede hielt, in der er seine Präsidentschaftskandidatur bekannt gab, nahm man an, dass es aufgrund des konservativen Hintergrunds der Universität keine Proteste geben würde, allerdings verhinderte dies nicht den Spott über Yik Yak.

## Eigenschaften
- Yakarma: Yakarma ist ein Wert, um den aktiven Erfolg eines Nutzers zu messen. Der Wert erhöht und verringert sich je nach der Reaktion von anderen Nutzern in derselben Umgebung auf die Yaks des Nutzers. Das Yakarma eines Nutzers verändert sich abhängig von der Anzahl an Upvotes oder Downvotes und Kommentaren auf die Posts des Nutzers. Das Erhalten von Downvotes wirkt sich negativ auf das Yakarma eines Nutzers aus, wohingegen Upvotes das Yakarma erhöhen. Das Yakarma eines Nutzers wird auch von dessen Upvotes und Downvotes anderer Yaks beeinflusst.[12]
- Upvote/Downvote: Diese sind eigentlich Nutzerbewertungen von Yaks. Wenn ein Post beliebt ist, erhält dieser mehr Upvotes als Downvotes; es wird eine positive Zahl daneben angezeigt. Wenn die Downvotes eines Posts einen Wert von −5 erreichen, wird dieser dauerhaft gelöscht.[12]
- Peek: Diese Funktion ermöglicht es Nutzern, anonym einen Blick in den Feed anderer Gemeinden zu werfen. Ursprünglich war es nur möglich, in amerikanische und internationale Colleges zu „peeken“. Mit dem Update vom 20. Oktober 2014 allerdings konnten Nutzer dann einen Blick in jedes College und jede Stadt der Welt werfen. Wenn ein Nutzer sich Yaks in anderen Gemeinden ansah, konnte er diese zwar lesen, aber weder up- oder downvoten, noch selbst Yaks verfassen und dort posten. Nutzer konnten nur in ihrer lokalen Yik-Yak-Community posten.[12]
- Other Top Yaks: Dies zeigte die Ergebnisse der Google-Bildsuche des Suchbegriffs „Yak“. Normalerweise waren dies Bilder von echten Yaks (dem Tier).[12]
- Photos: Mit diesem Feature konnten Nutzer Bilder in ihre Yaks inkludieren. Das Unternehmen hatte bekanntgegeben, dass Fotos moderiert werden und kein unangemessener oder illegaler Inhalt sowie erkennbare Gesichter im lokalen Feed erlaubt waren.[13] Genauer gesagt zeigt dies eine Sammlung von beliebten Fotos, hochgeladen von Leuten in einer bestimmten Gegend.[14]
- Hidden Features: Yik Yak beinhaltete einen Wortfilter. Wenn ein Nutzer versuchte, einen Post, der ein bestimmtes „schlimmes“ Wort enthält, zu veröffentlichen, wurde er daran erinnert, dass es sich hierbei um ein anstößiges Wort handelt, und gefragt, ob der Post wirklich veröffentlicht werden soll. Es konnte vorkommen, dass der Nutzer den Post veröffentlichen konnte, dieser aber nach einer Weile gelöscht wurde.

## Kontroversen
Einer der größten Kritikpunkte von sozialen Medien ist deren Gefahr des Cyber-Mobbings. Aufgrund einiger Fälle von Mobbing über Yik Yak wurde die App an mehreren Schulen verboten – unter anderem in mehreren Bezirken von Chicago, an der Norwich University in Vermont, der Eanes Independent School District in Texas, dem Lincoln High School Bezirk in Rhode Island, dem New Richmond School District in Ohio, der Shawnigan Lake Schule in Canada und dem Pueblo County School District in Colorado. Die Tatum High School in New Mexico verbot die Nutzung von Handys aufgrund von Yik Yak, und die Student Government Association der Emory University in Georgia versuchte die App auf dem Campus zu verbieten, scheiterte allerdings an der enormen Gegenreaktion der Studenten.
Am 13. Mai 2015 veröffentlichte der Präsident der Santa Clara University, Father Engh, ein Statement für alle Studenten, nachdem einige rassistische Bemerkungen über Yik Yak gepostet wurden. Er schrieb: „Hassreden, nicht zu verwechseln mit Redefreiheit, haben keinen Platz an der Santa Clara University, da diese die Würde und den Respekt mit dem jedes unserer Mitglieder es verdient hat, behandelt zu werden, verletzt. Verletzende Kommentare, die auf Einzelpersonen oder Gruppen abzielen, setzen uns alle herab und schaffen eine entzweiende Atmosphäre voller Misstrauen und Argwohn.“
Am 3. Oktober 2014 veröffentlichte die Huffington Post einen Leitartikel von Ryan Chapin Mach mit dem Titel „Warum Ihr College Campus Yik Yak verbieten sollte“, in dem er behauptet, Yik Yaks anonyme Messaging-Boards „sind wie Toilettenkabinen ohne Toiletten. Sie sind nutzlos, sie sind Quellen nutzloser oder verletzender Gespräche und kein schöner Anblick.“
Als Mittel gegen Mobbing in amerikanischen Middle und High Schools passten Droll und Buffington die App an und fügten Geofences im Hintergrund hinzu. Diese unsichtbaren Grenzen verhinderten die Nutzung der App in festgelegten Gebieten. Zuerst wurden diese Grenzen manuell von den Entwicklern installiert, doch schon bald war Unterstützung von externen Dienstleistern nötig. Diese Unterstützung erfolgte durch die in Vermont ansässige Firma Maponics. Maponics „baut und definiert geographische Grenzen.“ Diese hatten bereits 85 % der amerikanischen Schulen kartiert, was es einfach machte, den Zugang zu Yik Yak an diesen zu blockieren. Die Blockaden waren bis zuletzt im Einsatz, hauptsächlich um die App an allen Middle und High Schools des Landes zu deaktivieren. Wenn die App in einem dieser Gebiete geöffnet wird, wird dem Nutzer eine Nachricht mit ungefähr folgender Information angezeigt: „Wie es aussieht, versuchst du gerade, Yik Yak an einer Middle oder High School zu benutzen. Yik Yak ist für Leute im College-Alter und darüber vorgesehen. Die App ist dieser Gegend deaktiviert.“
Die Häufigkeit von Mobbingfällen auf Yik Yak dürfte durch Medienberichte über spezifische Ereignisse aufgebauscht worden sein. Studien zeigten, dass Yik Yak hauptsächlich als positives Instrument genutzt wurde, um sich mit ethnischen und sexuellen Identitäten auseinanderzusetzen und ein Gemeinschaftsgefühl auf dem Campus zu entwickeln. Andere haben festgestellt, dass Yik Yak benachteiligten Studenten eine Stimme auf dem Campus verleiht.
2015 erregte Yik Yak durch das Verhindern eines Selbstmordversuchs im College of William & Mary Aufsehen. Yik Yak wurde für das Verhindern des Selbstmordversuchs sowohl gelobt als auch kritisiert. Einerseits bot es Menschen eine Plattform, auf der sie ihre Gedanken teilen konnten und in vielen Fällen Unterstützung erhielten, um Hilfe zu suchen. Andererseits ist aufgrund der Anonymität die Möglichkeit zu helfen begrenzt. Es gab Kontroversen in Bezug auf die Legalität der Anonymität und welche Rolle Yik Yak spielen sollte, wenn es um das Teilen dieser Informationen geht. Im Dezember 2014 inszenierten Sicherheitsexperten einen potentiellen Angriff auf den Dienst, bei dem das Profil eines Yik-Yak-Nutzers bloßgestellt und de-anonymisiert (die Identität würde preisgegeben) wird, falls ein Angreifer dasselbe WLAN-Netz nutzt.

## Verwendung in der amerikanischen Politik
Der Digital Director von Precision Strategy, Matthew McGregor, schlug vor, die Präsidentschaftswahl 2016 könnte eine „Yik-Yak-Wahl“ sein.